# Dryomyzidae
Dryomyzidae zijn een familie uit de orde van de tweevleugeligen (Diptera), onderorde vliegen (Brachycera). Wereldwijd omvat deze familie zo'n 6 genera en 30 soorten.

## Kenmerken
De Dryomyzidae zijn een kleine familie vliegen variërend van 4 tot 18 mm lang, met opvallende borstelharen en gele tot bruine of roestgele kleuren. De vleugels zijn erg groot. Larven voeden zich met rottend organisch materiaal - aas, mest en schimmels. Het prelambrum steekt uit de mondholte. Vibrissae zijn afwezig en de postverticale borstelharen lopen uiteen.
De ongeveer 22 soorten worden in 6 geslachten geplaatst (met twee extra geslachten die alleen bekend staan als fossielen). Dryomyzid-vliegen komen voornamelijk voor in het Holarctisch gebied, hoewel sommige ook op het zuidelijk halfrond voorkomen. Er is zeer weinig bekend over de gewoonten van de volwassenen of onvolwassenen, maar volwassenen worden aangetroffen in vochtige, schaduwrijke gewoonten tussen laaggroeiende vegetatie.